# فرانك وتون
فرانك وتون (بالإنجليزية: Frank Wootton)‏ هو فارس أسترالي، ولد في 14 ديسمبر 1893، وتوفي في 6 أبريل 1940.